# Ceraphron
Ceraphron is een geslacht van vliesvleugelige insecten van de familie Ceraphronidae.

## Soorten
- C. atriceps Kieffer, 1907
- C. barbieri Dessart, 1975
- C. bestiola Cancemi & Dessart, 1995
- C. bispinosus (Nees von Esenbeck, 1834)
- C. brachyptera Kieffer, 1907
- C. brevipennis Kieffer, 1907
- C. cephalonica (Ferriere, 1930)
- C. cicerinum (Rondani, 1877)
- C. clavatus (Ratzeburg, 1852)
- C. coactiliarius Dessart & Cancemi, 1989
- C. conjunctus Kieffer, 1907
- C. cursor Kieffer, 1907
- C. flavicornis Kieffer, 1907
- C. flaviventris Kieffer, 1907
- C. formicarius (Kieffer, 1917)
- C. fuscicornis (Nees von Esenbeck, 1834)
- C. gallicola Kieffer, 1907
- C. graecus Kieffer, 1907
- C. hemipterus (Nees von Esenbeck, 1834)
- C. inflatus (Nees von Esenbeck, 1834)
- C. longistriatus Dessart, 1972
- C. myrmecophilus Kieffer, 1913
- C. myrmicarum Kieffer, 1913
- C. nigraticeps Kieffer, 1907
- C. nigrelliceps Kieffer, 1907
- C. nubeculatus (Ratzeburg, 1852)
- C. pallipes (Thomson, 1859)
- C. pedes Foerster, 1861

- C. pristomicrops Dessart, 1965
- C. rufigena Kieffer, 1907
- C. scoticus Kieffer, 1907
- C. serraticornis Kieffer, 1907
- C. speculiger Dessart & Cancemi, 1989
- C. squamiger Kieffer, 1907
- C. stenopterus (Dessart, 1965)
- C. sulcatifrons Kieffer, 1907
- C. sulcatus Jurine, 1807
- C. testaceipes Kieffer, 1904
- C. tetraplastus Kieffer, 1907
- C. tetratomus (Thomson, 1859)
- C. thomsoni Dalla Torre, 1890
- C. trissacantha Kieffer, 1907
- C. tritomus Kieffer, 1907
- C. unispinosus (Ratzeburg, 1852)
- C. vagans Kieffer, 1907
- C. xanthogaster Kieffer, 1907
- C. ypsilon Dessart, 1996